# دایناتریس
دایناتریس (انگلیسی: Dynatrace) شرکت فناوری اطلاعات آمریکایی است، که در سال ۲۰۰۵ تأسیس شد.